# Armand Delsemme
Pour les articles homonymes, voir Delsemme.
Armand Delsemme, né à Verviers le 1er février 1918 et mort le 22 juillet 2017, est un astronome, fondateur de la société astronomique de Liège qu'il créa en 1938, encore étudiant, à l'observatoire de Cointe. Après la guerre, il sera représentant de la Belgique à l'OCDE, puis professeur d'astrophysique et directeur de l'observatoire de l'université de Toledo, aux États-Unis, jusqu'en 1988, et membre de l'American Astronomical Society.

## Biographie
Mais avant de connaître cette ascension scientifique, il s'engagea, à 22 ans, dans la résistance belge à l'occupant allemand en devenant  un des chefs du réseau d'espionnage Luc-Marc. Durant toute la guerre, il dut assurer la couverture de la double vie des agents du réseau, tous volontaires pour collecter des renseignements sur les troupes allemandes tout en paraissant mener une vie familiale et professionnelle banale afin d'éviter toute suspicion de l'occupant. Mais aussi, il lui fallut trouver les moyens financiers de subsistance de ceux qui, démasqués, avaient perdu tout emploi en entrant dans la clandestinité pour échapper aux poursuites ennemies. Et, en plus de ces responsabilités dirigeantes, il s'engagea personnellement dans l'action aux côtés des opérateurs d'émissions radios en langage morse (que les résistants surnommaient "les pianistes") chargés d'envoyer les renseignements vers l'Angleterre. Pour cela, il dut acquérir une formation d'opérateur qui lui permit d'atteindre la cadence d'émission de 22 mots par minute, ce qui le classait parmi les meilleurs. La nécessité de changer fréquemment le lieu d'où étaient émis les messages afin d'échapper au repérage par les camions de détection goniométrique de la Wehrmacht, entraînait le risque d'être pris en flagrant délit de transport du matériel d'émission lors de fouilles et de rafles de la police militaire allemande. Mais Armand Delsemme atteindra la libération de la Belgique en ayant pu échapper à l'ennemi.
Après la guerre, Armand Delsemme sera chercheur, pendant dix ans, à la Société de l'Azote liquide, puis directeur de l'observatoire de l'Irsac, au Congo Belge. C'est alors qu'il deviendra, durant les années cinquante, un des collaborateurs d'Haroun Tazieff, professeur à l'université de Bruxelles, qu'il avait rencontré dans la résistance à laquelle Tazieff participait sous l'apparence d'un étudiant à l'université de Liège (l'université de Bruxelles ayant volontairement cessé toute activité pour ne pas subir la germanisation qui lui avait été annoncée par l'occupant). Créateur de la volcanologie moderne, notamment lors de l'exploration du volcan Nyiragongo, au Congo belge, Tazieff donna à Armand Delsemme l'occasion de réussir l'opération dangereuse de déposer un spectrographe au bord du cratère en activité crachant le feu, ce qui lui permit, au terme de deux nuits d'exposition, d'obtenir un spectrogramme de flammes volcaniques, le premier au monde.
Ensuite, après avoir représenté la Belgique à l'O.C.D.E. où il était chargé de la coordination scientifique, Armand Delsemme est parti aux États-Unis où il a créé le laboratoire astrophysique de l'université de Toledo, Ohio, où il a enseigné et dont il est devenu professeur émérite en 1983. L'astéroïde (2954) Delsemme, découvert le 30 janvier 1982 par E. Bowell, porte son nom. En 1998, il sera encore responsable, pour la NASA, de la mission CRAF de survol d'un astéroïde et de rendez-vous avec une comète entre 2002 et 2003.
En 1999, il reçoit le prix Gerard-P.-Kuiper puis, en 2002, le prix Jules-Janssen de la Société astronomique de France.
D'autre part, ses travaux ont toujours été de pair avec un goût certain pour une vulgarisation de qualité destinée au grand public, comme le prouvent ses ouvrages sur les origines du cosmos et de la vie. C'est que son esprit ouvert l'amena à déborder du cadre strict de l'observation du ciel et de ses astres pour s'intéresser au problème fondamental de la vie et de sa place dans l'univers d'où il fut amené à se poser la question de l'origine de la vie sur la Terre. Il est partisan de la théorie de l'atome primitif d'où est né un univers en expansion constante, ce qui l'oppose à Fred Hoyle et lui permet d'attribuer la naissance de la vie sur la Terre à des composants chimiques portés par les comètes, ce qu'il considère comme ayant été à l'origine de molécules qui ont ensemencé le milieu terrestre, y rencontrant un environnement favorable à des combinaisons qui ont donné naissance à la vie selon lui.

## Ouvrages
- «Les origines cosmiques de la vie», Armand Delsemme, Nouvelle bibliothèque scientifique, Flammarion, 1996  (ISBN 2080813633)
- Pour comprendre l'Univers, Armand Delsemme, Jean-Claude Pecker, Hubert Reeves, Ed. De Boeck-Wesmael, 1988. Ed. Flammarion, coll. Champs, n 234, 1990  (ISBN 2080812343)